# Paperhouse – Albträume werden wahr
Paperhouse – Albträume werden wahr (Originaltitel: Paperhouse) ist ein britischer Horrorfilm aus dem Jahr 1988. Der Film basiert auf dem Kinderbuch Marianne träumt der britischen Autorin Catherine Storr. Regie führte Bernard Rose.

## Inhalt
Anna ist ein elfjähriges Mädchen, das an der Schwelle zur Pubertät steht. Während des Schulunterrichts malt sie in ihr Schulheft ein windschiefes Haus in eine karge Landschaft. Die ersten Anzeichen einer schweren Krankheit sind mehrere Ohnmachtsanfälle, bei denen sich Anna im Traum bei genau dem Haus wiederfindet, das sie gezeichnet hat.
Anna wird für einige Tage das Bett hüten müssen – widerwillig. Sie entdeckt, dass sie durch ihre Zeichnungen ihre Träume beeinflussen kann. So macht sie den Jungen Marc zum Bewohner ihres Papierhauses. Da sie einfach ein Gesicht im Fenster gezeichnet hat, kann Marc nicht gehen – Anna hat ihm keine Beine gemalt.
Annas Ärztin erzählt ihr von einem Jungen, der an Muskelschwund leidet und ein wesentlich schlechteres Los als Anna gezogen hat. Anna ist davon überzeugt, dass es sich bei diesem Jungen um denselben Marc handelt, deren Schicksal sie durch ihre Zeichnungen in ihrer Traumwelt in der Hand hat. So zeichnet sie ihm nicht nur alles, was er braucht, sondern sie malt auch ihren Vater in das Bild, der in der wirklichen Welt im Ausland arbeitet. Anna hofft, er wird im Traum als Retter für Marc erscheinen. Doch in Annas wirren Zeichnungen gerät einiges durcheinander, so dass ihr Vater nicht als rettender Erlöser, sondern als hammerschwingender Irrer erscheint. Die Grenzen zwischen Phantasie und Realität verwischen sich immer mehr.

## Veröffentlichung
Paperhouse wurde am 10. September 1988 auf dem Toronto Film Festival uraufgeführt. Die deutsche Erstaufführung erfolgte am 6. Juli 1989. Im Juli 1991 erschien der Film in Deutschland als VHS-Kassette. Die deutsche DVD erschien von Concorde Film am 1. Juli 2004.

## Besonderheiten
Der Film Paperhouse ist das Regiedebüt des britischen Filmregisseurs Bernard Rose. Es war einer der ersten Filme, für die der deutsche Komponist Hans Zimmer Musik für den Score beisteuerte.
Der Roman Marianne Dreams von Catherine Storr wurde vor Paperhouse schon einmal verfilmt. 1972 wurde in Großbritannien eine sechsteilige Mini-Serie mit dem Namen Escape Into Night von der ATV (Associated Television) produziert.
Bei der Neuprüfung für die deutsche DVD-Veröffentlichung wurde die ursprüngliche FSK-Freigabe von 12 Jahren auf 16 Jahre heraufgesetzt.

## Kritiken
„Ein ambitioniertes Psychodrama, das auf selbstzweckhafte Horroreffekte verzichtet, aber psychologisch nicht ausgereift ist; auch gestalterisch überzeugt der Erstlingsfilm nicht.“ (Lexikon des Internationalen Films)

## Auszeichnungen
Brussels International Fantastic Film Festival 1989
- Goldener Rabe für Bernard Rose

Fantasporto 1989
- International Fantasy Film Award in der Kategorie Beste Schauspielerin für Charlotte Burke
- International Fantasy Film Special Jury Award für Bernard Rose
- Nominierung für den International Fantasy Film Award in der Kategorie Bester Film für Bernard Rose